# جورج جاسك
جورج واشنطن جاسك (بالإنجليزية:George Washington Jeske) (مواليد 22 فبراير 1891 - وفيات 28 أكتوبر 1951). ممثل ومخرج وكاتب سيناريو أمريكي .

## روابط خارجية
- جورج جاسك على موقع IMDb (الإنجليزية)
- جورج جاسك على موقع ألو سيني (الفرنسية)
- جورج جاسك على موقع أول موفي (الإنجليزية)
- جورج جاسك على موقع قاعدة بيانات الأفلام السويدية (السويدية)
- جورج جاسك على موقع قاعدة بيانات الفيلم (الإنجليزية)
- جورج جاسك على موقع كينوبويسك (الروسية)